# Közönséges rence
A közönséges rence (Utricularia vulgaris) az ajakosvirágúak (Lamiales) rendjébe, ezen belül a rencefélék (Lentibulariaceae) családjába tartozó „húsevő” növényfaj, mely apró rákokat, mikroszkopikus víziállatokat fogyaszt.

## Előfordulása
A közönséges rence elterjedési területe Európa és Ázsia mérsékelt övi részei. Kelet-Ázsiában és Észak-Amerikában a rokon, Utricularia macrorhiza helyettesíti. Általánosan elterjedt, és helyenként, főleg a sík vidékeken és a folyóvölgyekben nem ritka. Az Alpokban viszont teljesen hiányzik.

## Alfaja
- Utricularia vulgaris subsp. macrorhiza (Leconte) R.T.Clausen

## Megjelenése

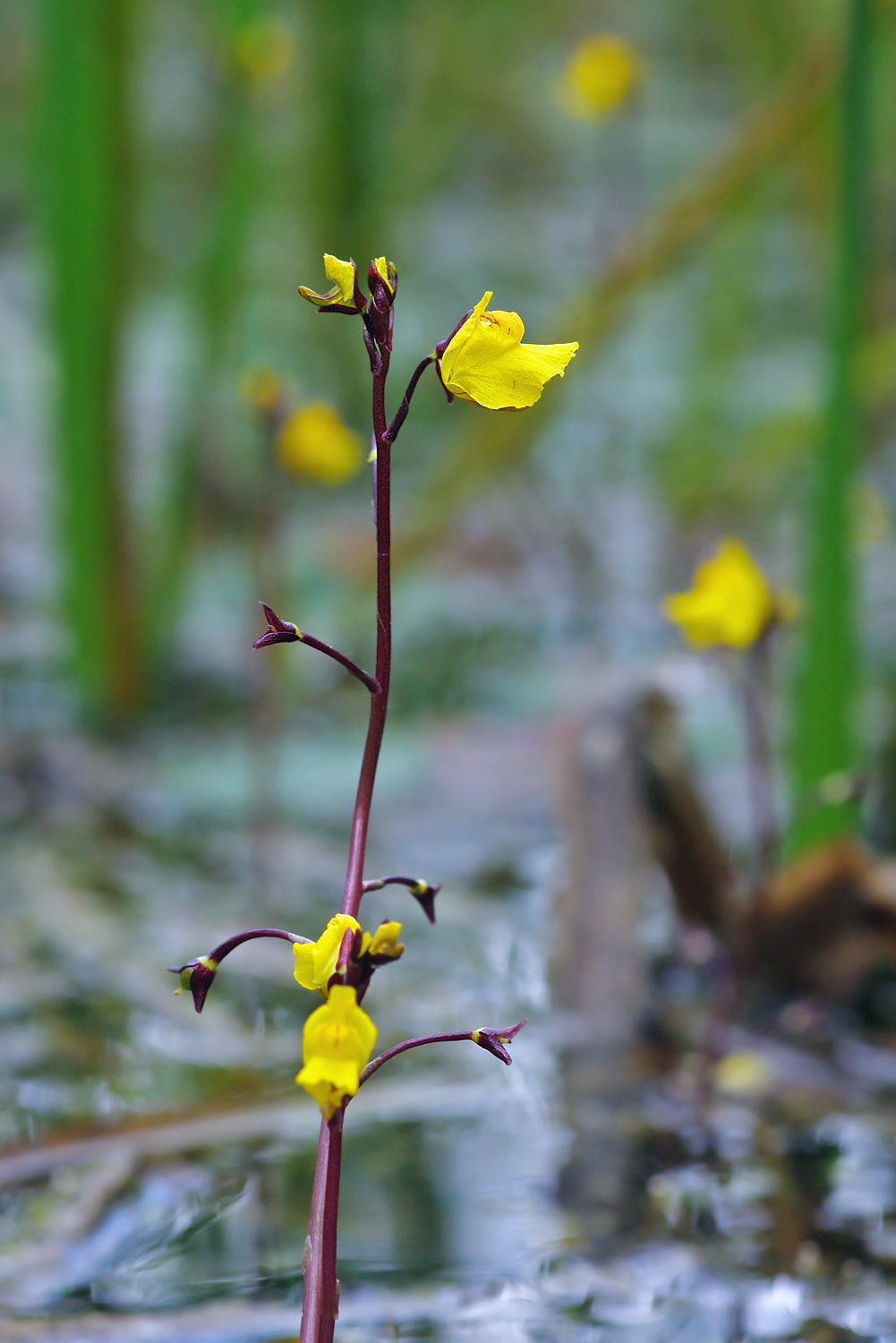
A virág a víz felszíne fölé emelkedik

A közönséges rence gyökér nélküli, alámerülten élő vízinövény. Szára 30-200 centiméter hosszú lehet, a levélzettel együtt 3-8 centiméter széles. Levelei 20-80 milliméter hosszúak, 2-4 karéjúak, többszörösen hajszálfinom, szétálló sallangokra szeldeltek. Egyes sallangok tojás alakú, 1-4,5 milliméter hosszú hólyagokká alakultak át (számuk levelenként 8-20). Ezek a rendszerint vöröses hólyagok vagy tömlők nyílással rendelkeznek, melyet egy, csupán befelé nyíló csappantyú zár le, előtte 2 szárnyasan tagolt serte található. A virágok laza fürtben vörösbarna színű, 10-30 centiméterre a víz felszíne fölé emelkedő szárakon helyezkednek el. A csésze 2 levelű. A párta 12-20 milliméter hosszú, aranysárga és kétajkú, torkát az alsó ajak domború körme elzárja. A kerek, tojásdad, hullámos felső ajak alig hosszabb, mint az alsó ajak vörösbarnán csíkos körme. Az alsó ajak kétoldalt nyeregszerűen lehajlik, alatta fekszik az előrenyúló, rövid, tompa sarkantyú. A termés sokmagvú, kerekded tok.

## Életmódja
A közönséges rence álló- vagy lassan folyó vizek, mocsarak, vizesárkok lakója; virágzási ideje júniustól szeptember végéig tart. Sekély, tápanyagban közepesen gazdag vizekben a leggyakoribb. A békalencse-fajokkal (Lemna) lebegő hínártársulást alkot. Kismértékű vízszennyeződés előmozdítja fejlődését, erős szennyeződés esetén azonban érzékelhetően megritkul.
Gömb vagy tojás alakú, tömötten összezsúfolt levelekből képződött, mintegy 10 milliméter vastag, erősen szőrös csúcsrügyekkel telel át, amelyek ősszel a növény elbomlásakor az iszapba süllyednek. A leveleken található nagyszámú tömlő állatfogásra szolgál, ezek szájadékát egy, csupán befelé nyíló csappantyú zárja le, a nyílás előtt pedig két, szárnyasan tagolt sörte található. A tömlők csapdaként működnek: belsejükben alacsony nyomás uralkodik, így amint egy víziállat (például apró rák) megérinti az egyik sertét, a tömlőt lezáró csappantyú kinyílik, és a szívóerő hatására a vízzel együtt az állat is a tömlő belsejébe sodródik. A tömlők olyan villámgyorsan működnek - az egész folyamat mindössze fél milliszekundumot vesz igénybe -, hogy a foglyul ejtett állatnak esélye sincs a menekülésre, sőt szabad szemmel a zsákmányszerzés folyamata nem is követhető. A növény a foglyul ejtett zsákmányát végül fehérjebontó enzimek segítségével emészti meg.
A grenoble-i egyetem kutatói Philippe Marmottant-nal az élen ezért egy olyan kamera felhasználásával vizsgálták a rencék életét, amely másodpercenként tízezer felvételt képes készíteni. E kutatás eredményeként sikerült részleteiben megismerni a vadászat módját; a felvételek lelassítása által derült ki, hogy amikor a rence "készenlétbe helyezi" a csapdát, kifújja a tömlőben lévő folyadékot, miáltal annak a belsejében alacsonyabb a nyomás, mint a környezetben. Amint a potenciális zsákmány megérinti a tömlő "szája" előtt lévő parányi sertéket, a csappantyú kinyílik, és a víz az áldozattal együtt bezúdul a tömlőbe. A számítások szerint a szívóhatás oly erős, hogy a nehézkedési gyorsulás eléri a 600 g-t. [Összehasonlításként az űrhajó startjánál az asztronautákra 3,5g nehézségi gyorsulás hat, 8 g-nél pedig elveszítenék az eszméletüket.] A ragadozó rencéről készült egyik kisfilm a YouTube-on is megtekinthető ().

## Képek

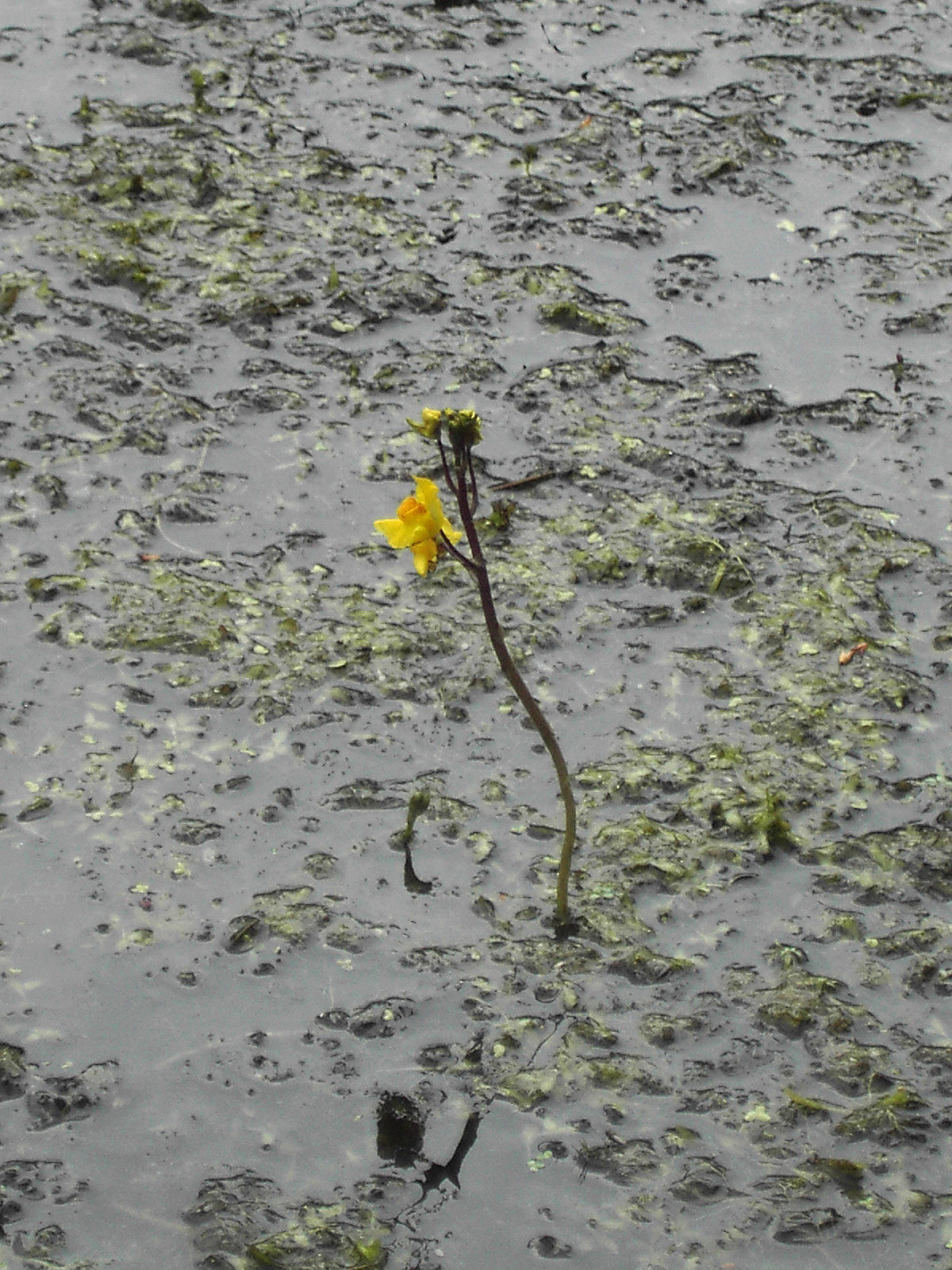
A növény a természetes élőhelyén
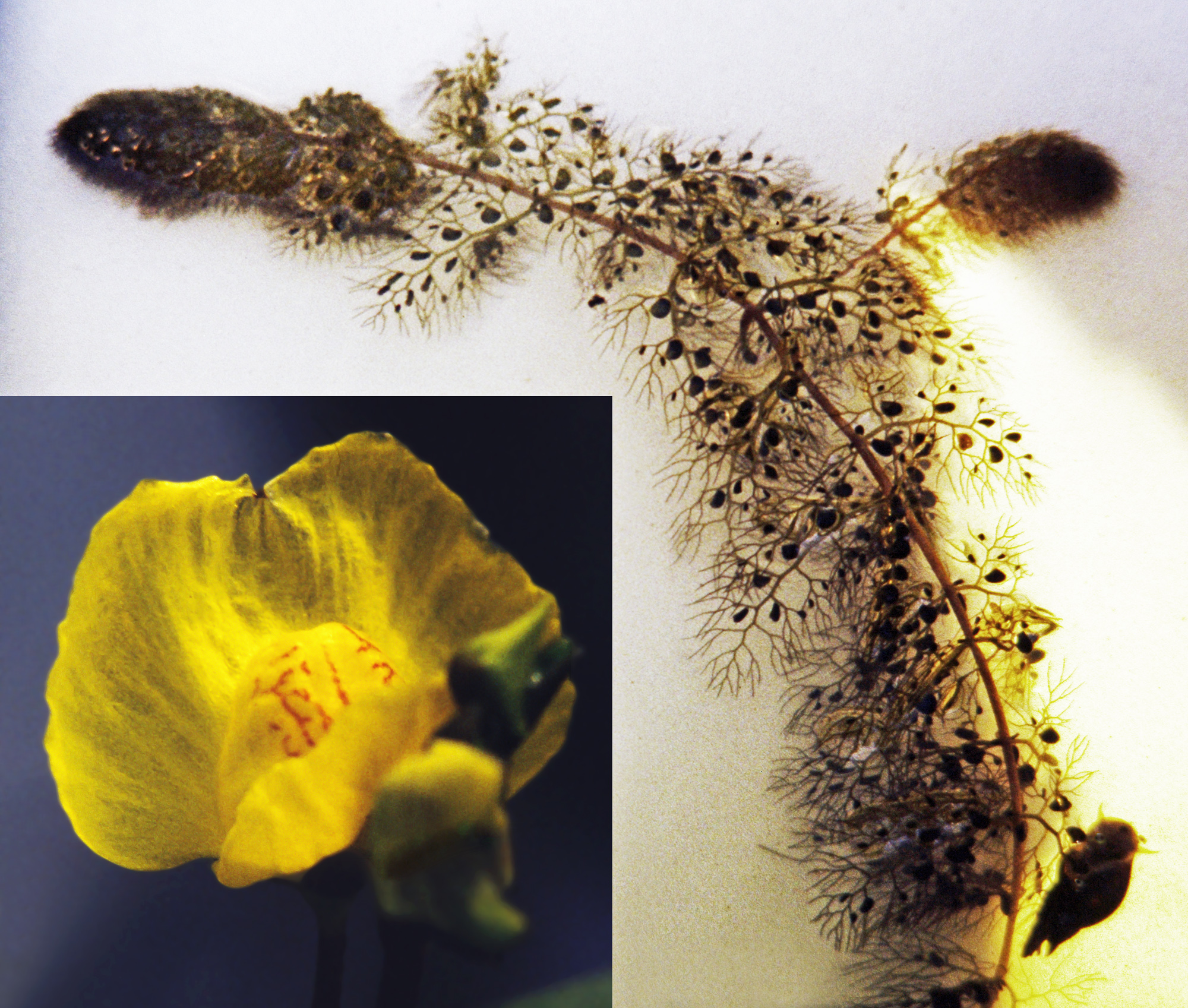
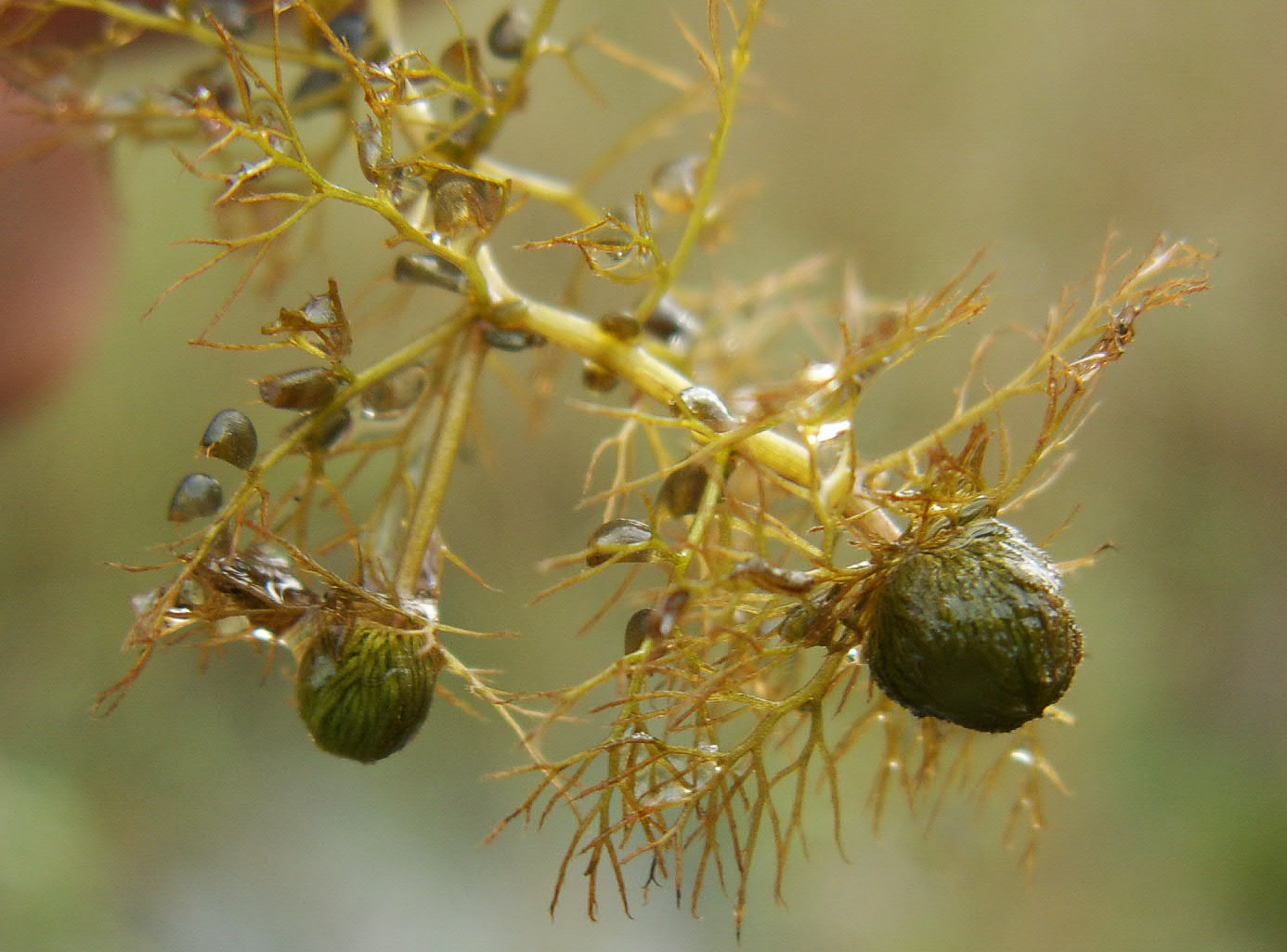
Csúcsrügyei
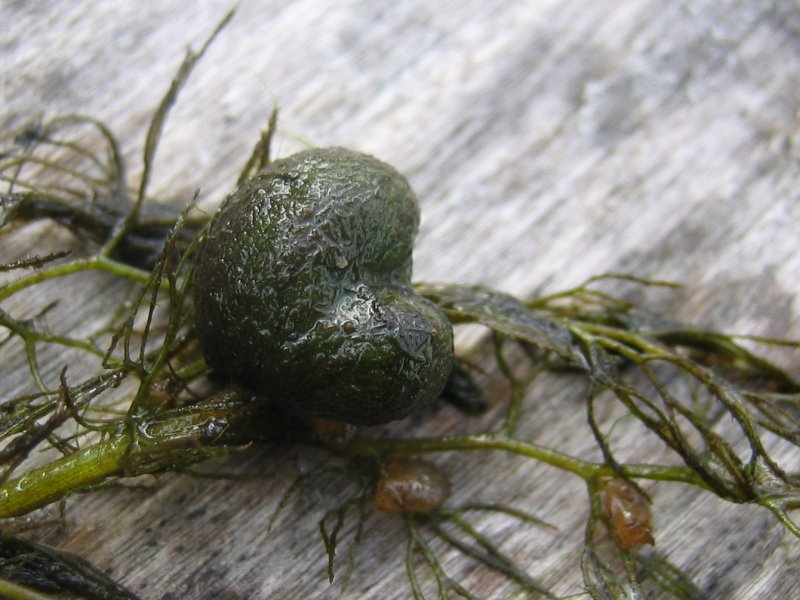
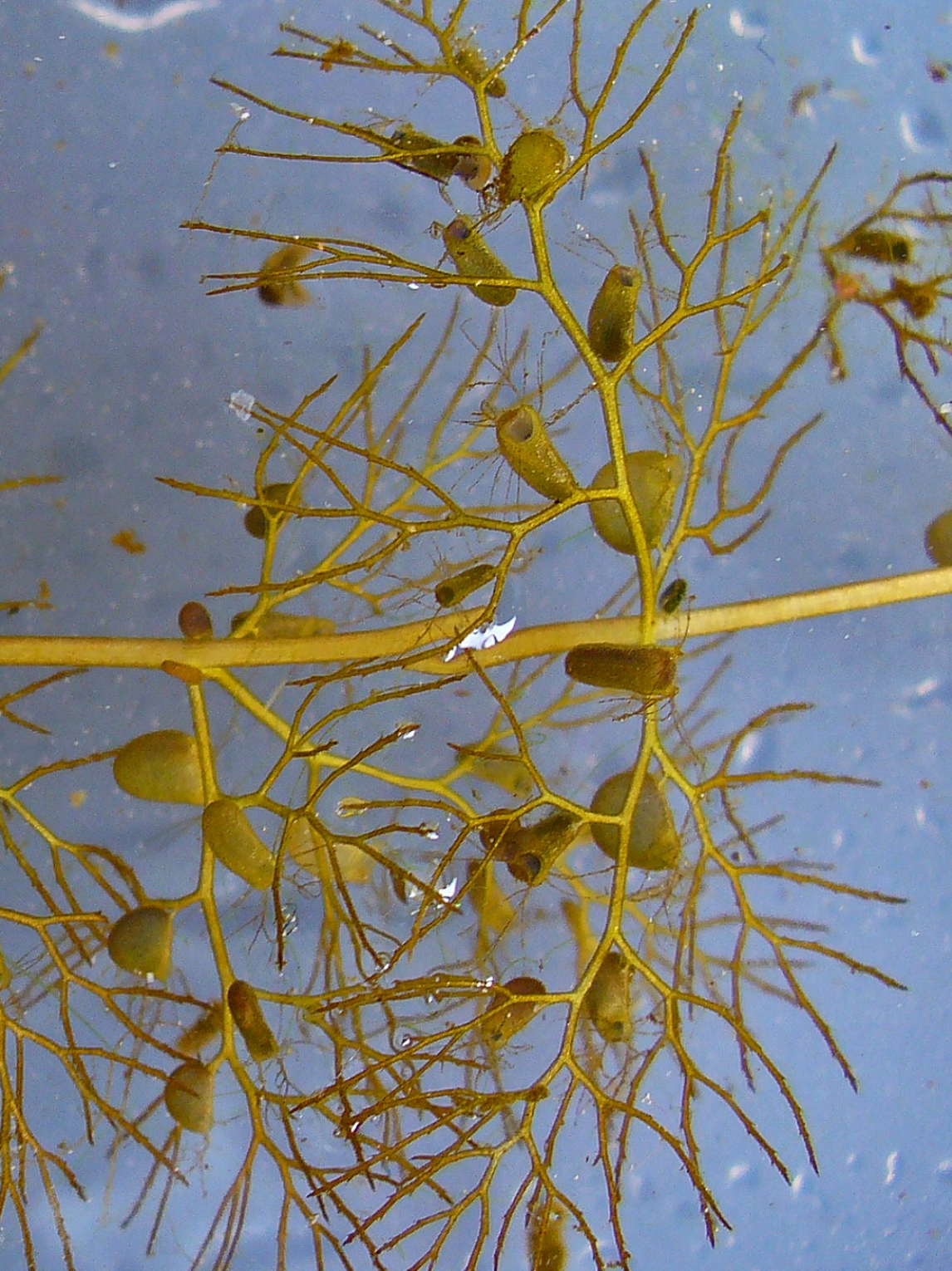
Hólyagjai
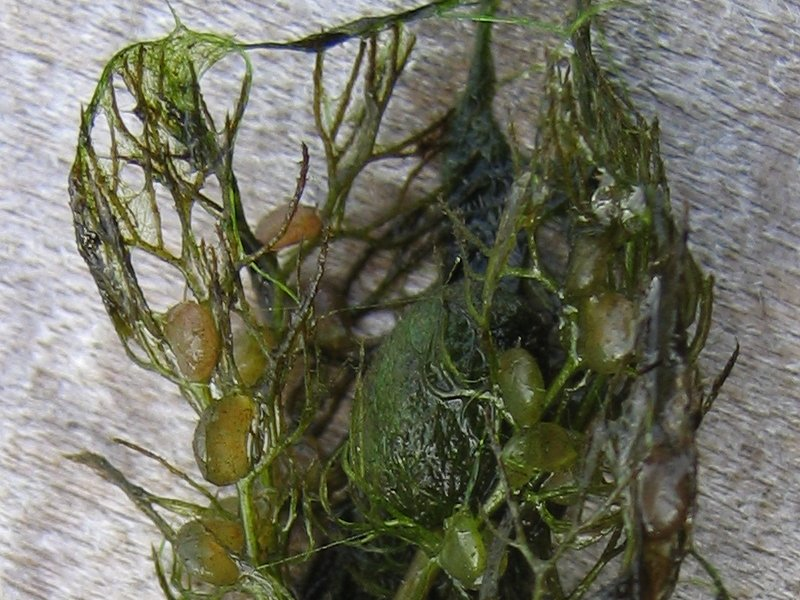
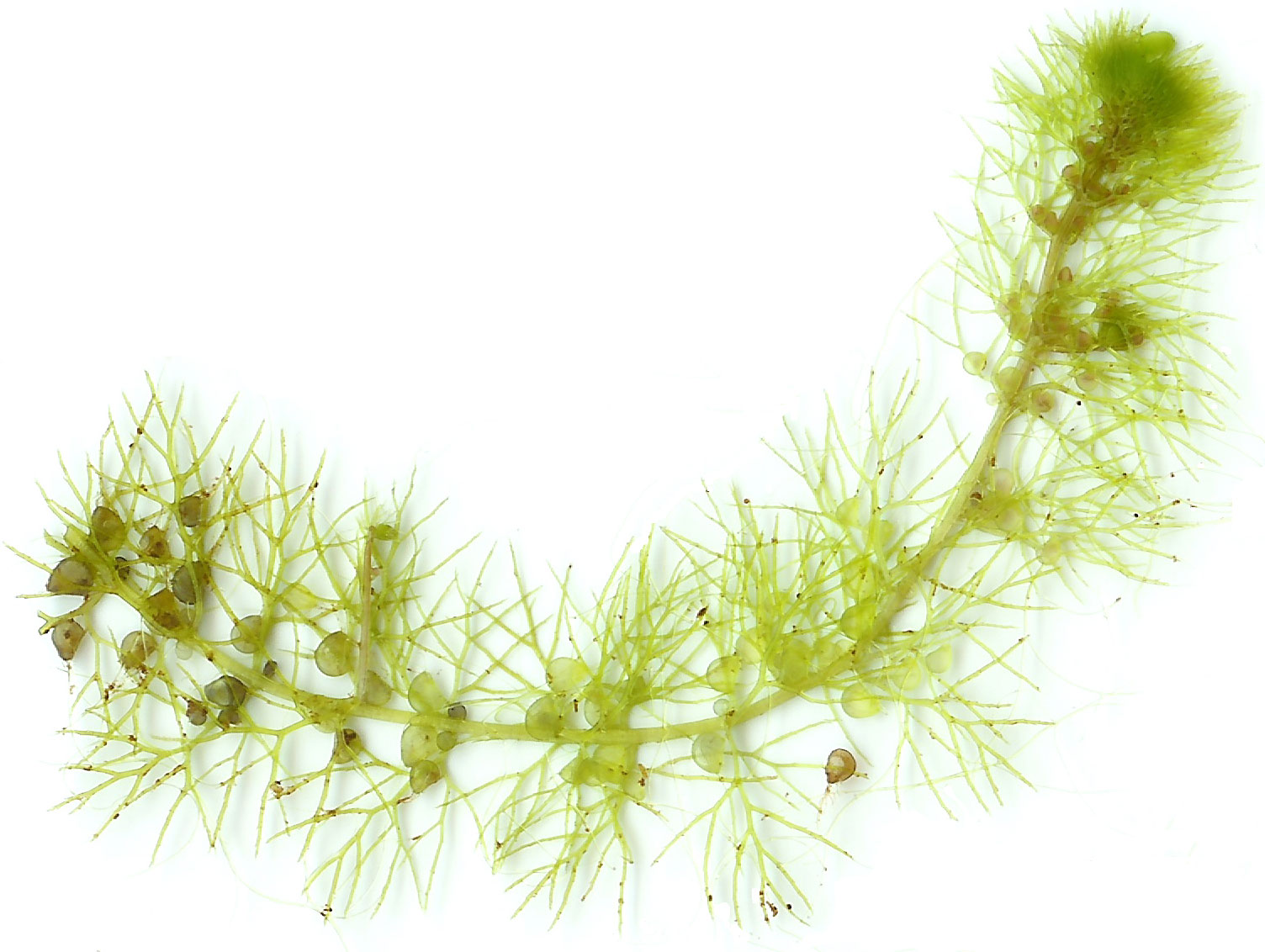
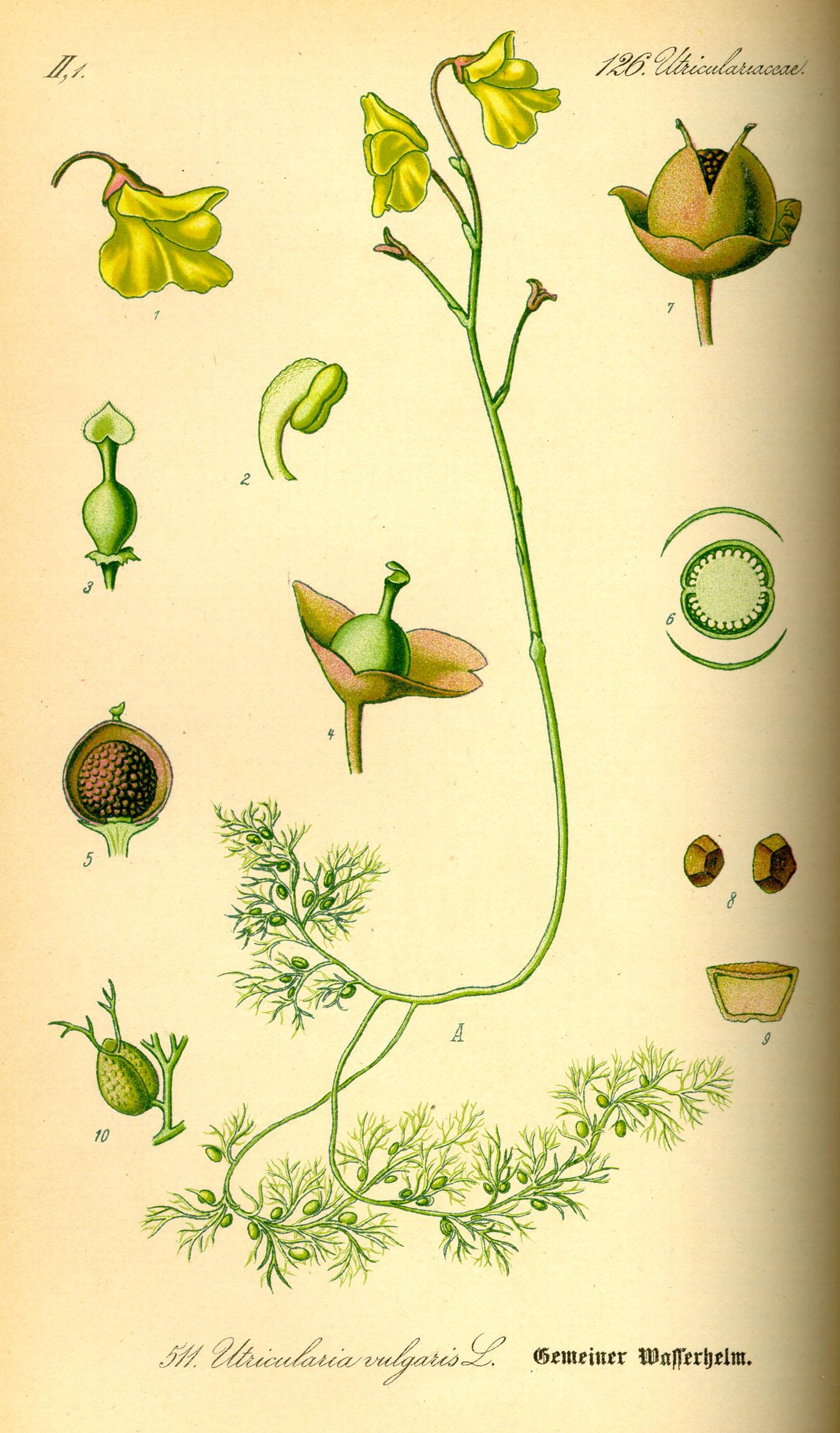
Rajzok a növényről
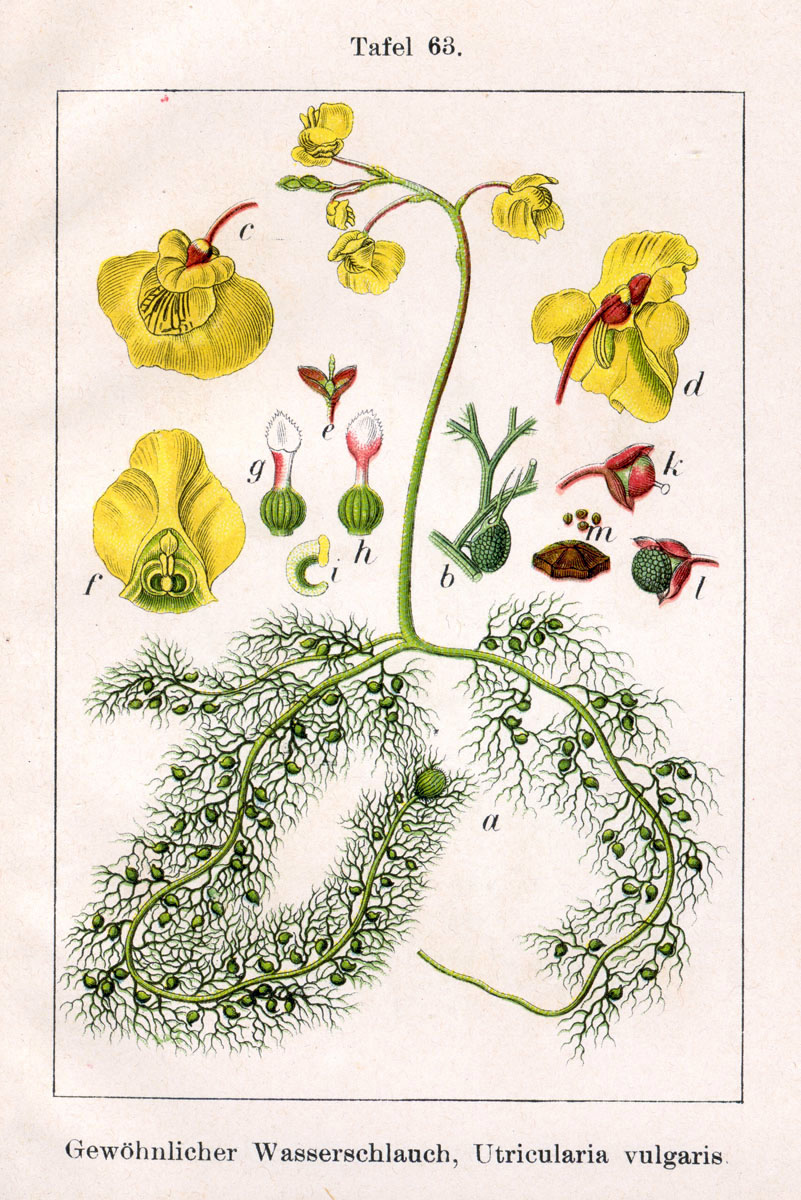